# Norbert Kundrák
Norbert Kundrák (* 18. Mai 1999) ist ein ungarischer Fußballspieler.

## Karriere
Kundrák spielte in der Jugend bei Diósgyőri VTK und Honvéd Budapest, ehe er sich 2016 Ferencváros Budapest anschloss. Hier spielte er vornehmlich in der Reservemannschaft, ehe der Stürmer im Mai 2017 kurz vor seinem 18. Geburtstag unter Trainer Thomas Doll zu seinem Debüt in der Nemzeti Bajnokság kam. Ab Sommer 2017 wurde er für zwei Spielzeiten an den Zweitligisten Soroksár SC verliehen, für den er in zwei Spielzeiten 16 Tore erzielte. Während seiner Zeit bei Soroksár SC debütierte Kundrák in der ungarischen U-21-Nationalmannschaft. Im Sommer 2019 schloss sich eine Leihe an den Balmazújvárosi FC an, der jedoch kurz nach Saisonbeginn vom laufenden Spielbetrieb ausgeschlossen wurde.
Im August 2019 wechselte Kundrák zum Erstligisten Debreceni Vasutas SC. Dort erzielte er beim 3:1-Erfolg über den Paksi FC im November des Jahres sein erstes Erstligator.